# Brooke Burns

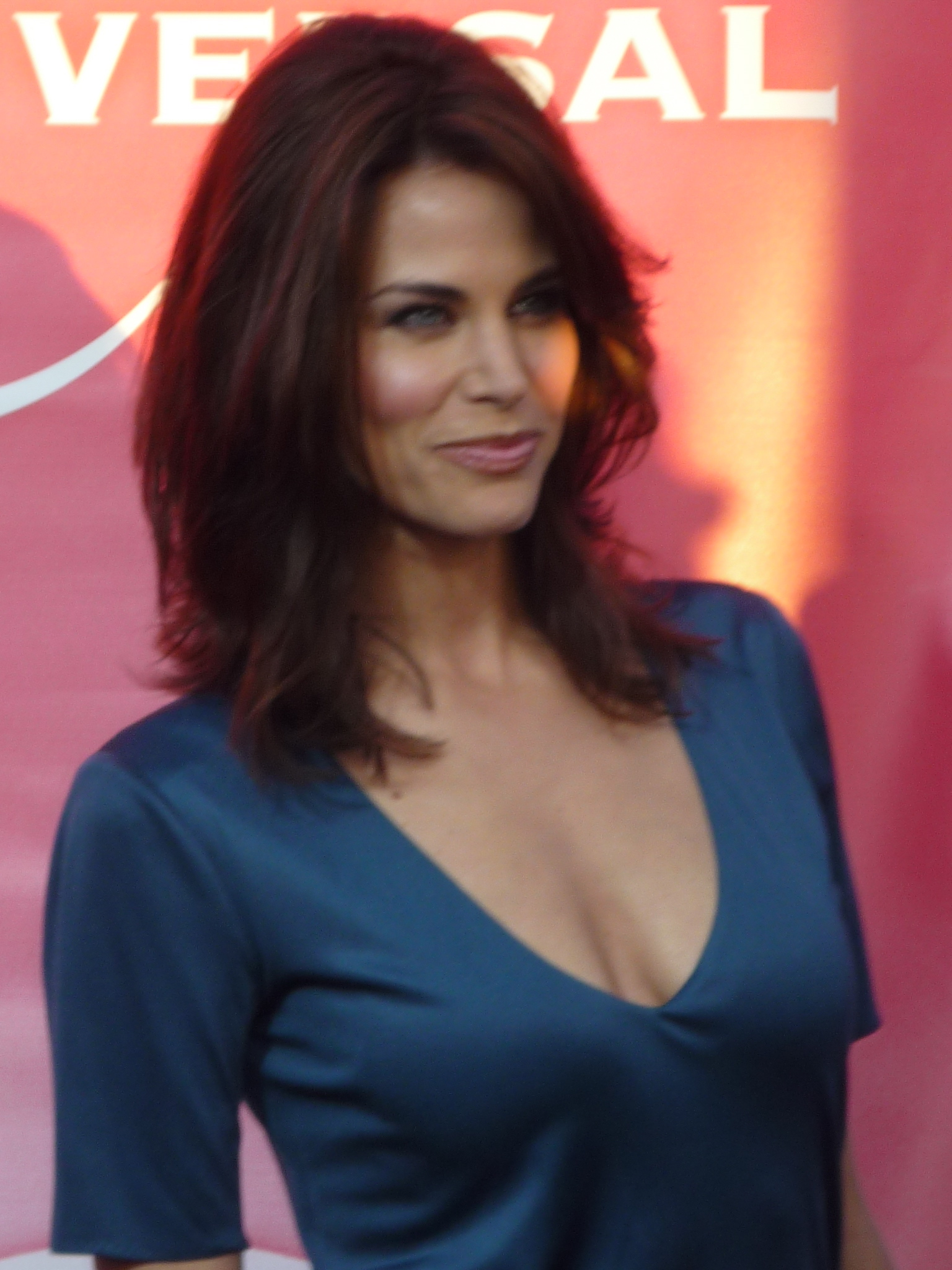
Brooke Burns (2010)

Brooke Elizabeth Burns (* 16. März 1978 in Dallas, Texas) ist eine US-amerikanische Schauspielerin und ehemaliges Model.

## Leben und Karriere
Burns begann ihre Laufbahn mit Nebenrollen in Fernsehserien, so war sie unter anderem in einigen Folgen der Serie Ally McBeal zu sehen. Von 1998 an wirkte sie in 46 Episoden der Serie Baywatch mit. 2001 spielte sie in Schwer verliebt die Katrina, ihre erste Spielfilmrolle. Aber auch in den folgenden Jahren war sie hauptsächlich in Fernsehproduktionen zu sehen. Zudem wirkte sie im Musikvideo zum Titel Trying Not to Love You von Nickelback mit.

### Persönliches
Burns war von 1999 bis 2001 mit Julian McMahon verheiratet, sie haben eine gemeinsame Tochter. 2003 und 2004 hatte Burns über zehn Monate ein Verhältnis mit Bruce Willis. 2008 war sie mit Schauspielkollege Dominic Purcell liiert. Seit 2013 ist sie mit dem Regisseur Gavin O’Connor verheiratet.

## Filmografie (Auswahl)
- 1996: Out of the Blue (Fernsehserie, fünf Folgen)
- 1997: Ally McBeal (Fernsehserie, vier Folgen)
- 1998–2001: Baywatch – Die Rettungsschwimmer von Malibu (Baywatch, Fernsehserie, 46 Folgen)
- 2001: Schwer verliebt (Shallow Hal)
- 2004–2005: North Shore (Fernsehserie, 21 Folgen)
- 2005: Weiblich, ledig, jung sucht… 2 (Single White Female 2: The Psycho)
- 2006: Pepper Dennis (Fernsehserie, 13 Folgen)
- 2006: Mord ohne Auftrag – Jeder muss bezahlen (Murder on Spec, Fernsehfilm)
- 2008: Die Feuerspringer – Sie kennen keine Angst (Trial by Fire, Fernsehfilm)
- 2009: Dancing Trees
- 2009–2010: Melrose Place (Fernsehserie, acht Folgen)
- 2009: CSI: Miami (Fernsehserie, Folge Chip/Tuck)
- 2010: Titanic 2 – Die Rückkehr (Titanic II)
- 2011: Borderline Murder – Schönheit um jeden Preis (Borderline Murder, Fernsehfilm)
- 2012: Hochzeit Undercover – Wer schützt die Braut (Undercover Bridesmaid, Fernsehfilm)
- 2012: A Star for Christmas (Fernsehfilm)
- 2013: A Sister’s Revenge (Fernsehfilm)
- 2014: Where Hope Grows
- 2015: Mord à la carte – Ein guter Tropfen Gift (Gourmet Detective, Fernsehfilm)
- 2015: Mord à la carte – Ein angenehmer Ort zum Sterben (Gourmet Detective: A Healthy Place to Die, Fernsehfilm)
- 2016: Death Al Dente – A Gourmet Detective Mystery (Fernsehfilm)
- 2017: Eat, Drink & Be Buried – A Gourmet Detective Mystery (Fernsehfilm)
- 2017: Christmas Connection (Fernsehfilm)
- 2020: Gourmet Detective – Roux the Day (Fernsehfilm)